# Jasper (Missouri)
Jasper é uma cidade localizada no estado americano de Missouri, no Condado de Jasper.

## Demografia
Segundo o censo americano de 2000, a sua população era de 1011 habitantes.
Em 2006, foi estimada uma população de 1042, um aumento de 31 (3.1%).

## Geografia
De acordo com o United States Census Bureau tem uma área de
2,9 km², dos quais 2,8 km² cobertos por terra e 0,1 km² cobertos por água. Jasper localiza-se a aproximadamente 6 m acima do nível do mar.

## Localidades na vizinhança
O diagrama seguinte representa as localidades num raio de 20 km ao redor de Jasper.